# Чехословацька хокейна ліга
Чехословацька хокейна ліга (чеськ. Československá hokejová liga)  — елітний хокейний дивізіон Чехословаччини, який існував з 1936 по 1993 рік.

## Історія
З 1930 року в Чехословаччині почали проводитися регіональні чемпіонати з хокею із шайбою. Всі шість турнірів виграв празький клуб ЛТЦ (1930/31, 1931/32, 1932/33, 1933/34, 1934/35, 1935/36). 
В 1936 році було засновано чехословацьку хокейну лігу. 
Під час другої світової війни Чехословаччина була поділена на Протекторат Богемії і Моравії та Словацьку республіку. У чемпіонаті Богемії і Моравії ЛТЦ виграв п'ять турнірів (1938/39, 1939/40, 1941/42, 1942/43, 1943/44). В сезоні 1940/41 перемогу св'яткував празький клуб ЧЛТК. У Словаччині перші чотири чемпіонати виграв СК (Братислава). У двох заключних (1942/43 та 1943/44) сильнішою була команда ОАП з Братислави.
Клуб ЛТЦ виграв 17 з перших вісімнадцяти чемпіонатів Чехословаччини. «Дукла» (Їглава) виграла найбільше лігових чемпіонатів — дванадціть.
Мілан Новий, який грав за «Дуклу» та СОНП, закинув найбільшу кількість шайб у чехословацькій хокейній лізі — 474.

## Призери чемпіонатів
| Сезон   | Чемпіон               | Другий призер         | Третій призер         |
| ------- | --------------------- | --------------------- | --------------------- |
| 1936/37 | ЛТЦ (Прага)           | «Спарта» (Прага)      | «Чеські Будейовиці»   |
| 1937/38 | ЛТЦ (Прага)           | «Спарта» (Прага)      | —                     |
| 1945/46 | ЛТЦ (Прага)           | ЧЛТК (Прага)          | —                     |
| 1946/47 | ЛТЦ (Прага)           | ЧЛТК (Прага)          | —                     |
| 1947/48 | ЛТЦ (Прага)           | ЧЛТК (Прага)          | —                     |
| 1948/49 | ЛТЦ (Прага)           | СК (Братислава)       | АТК (Прага)           |
| 1949/50 | АТК (Прага)           | ВЖКГ (Острава)        | ЛТЦ (Прага)           |
| 1950/51 | «Чеські Будейовиці»   | ВЖКГ (Острава)        | «Брно»                |
| 1951/52 | ВЖКГ (Острава)        | АТК (Прага)           | «Татра» (Сміхов)      |
| 1952/53 | «Спартак Соколово»    | ВЖКГ (Острава)        | «Чеське Будейовіце»   |
| 1953/54 | «Спартак Соколово»    | «Руда Гвезда» (Брно)  | «Оломоуц»             |
| 1954/55 | «Руда Гвезда» (Брно)  | «Танкіста» (Прага)    | «Банік» (Хомутов)     |
| 1955/56 | «Руда Гвезда» (Брно)  | «Банік» (Хомутов)     | «Спартак Соколово»    |
| 1956/57 | «Руда Гвезда» (Брно)  | «Спартак Соколово»    | «Спартак» (Пльзень)   |
| 1957/58 | «Руда Гвезда» (Брно)  | «Спартак» (Пльзень)   | ВЖКГ (Острава)        |
| 1958/59 | СОНП (Кладно)         | «Спартак» (Пльзень)   | «Руда Гвезда» (Брно)  |
| 1959/60 | «Руда Гвезда» (Брно)  | «Слован» (Братислава) | «Динамо» (Пардубиці)  |
| 1960/61 | «Руда Гвезда» (Брно)  | «Слован» (Братислава) | «Спартак Соколово»    |
| 1961/62 | «Руда Гвезда» (Брно)  | «Слован» (Братислава) | «Дукла» (Їглава)      |
| 1962/63 | ЗКЛ (Брно)            | «Спартак Соколово»    | «Слован» (Братислава) |
| 1963/64 | ЗКЛ (Брно)            | «Слован» (Братислава) | «Дукла» (Їглава)      |
| 1964/65 | ЗКЛ (Брно)            | «Слован» (Братислава) | «Спарта» (Прага)      |
| 1965/66 | ЗКЛ (Брно)            | «Дукла» (Їглава)      | «Слован» (Братислава) |
| 1966/67 | «Дукла» (Їглава)      | «Спарта» (Прага)      | ЗКЛ (Брно)            |
| 1967/68 | «Дукла» (Їглава)      | ЗКЛ (Брно)            | «Спарта» (Прага)      |
| 1968/69 | «Дукла» (Їглава)      | ЗКЛ (Брно)            | «Слован» (Братислава) |
| 1969/70 | «Дукла» (Їглава)      | «Слован» (Братислава) | ЗКЛ (Брно)            |
| 1970/71 | «Дукла» (Їглава)      | ЗКЛ (Брно)            | «Слован» (Братислава) |
| 1971/72 | «Дукла» (Їглава)      | «Слован» (Братислава) | СОНП (Кладно)         |
| 1972/73 | «Тесла» (Пардубиці)   | «Дукла» (Їглава)      | «Слован» (Братислава) |
| 1973/74 | «Дукла» (Їглава)      | «Спарта» (Прага)      | «Тесла» (Пардубиці)   |
| 1974/75 | СОНП (Кладно)         | «Тесла» (Пардубиці)   | «Дукла» (Їглава)      |
| 1975/76 | СОНП (Кладно)         | «Тесла» (Пардубиці)   | «Дукла» (Їглава)      |
| 1976/77 | СОНП (Кладно)         | «Дукла» (Їглава)      | «Спарта» (Прага)      |
| 1977/78 | СОНП (Кладно)         | ХЗ (Літвінов)         | «Спарта» (Прага)      |
| 1978/79 | «Слован» (Братислава) | «Дукла» (Їглава)      | «Вітковіце» (Острава) |
| 1979/80 | СОНП (Кладно)         | «Дукла» (Їглава)      | «Слован» (Братислава) |
| 1980/81 | «Вітковіце» (Острава) | «Чеське Будейовіце»   | СОНП (Кладно)         |
| 1981/82 | «Дукла» (Їглава)      | СОНП (Кладно)         | ХЗ (Літвінов)         |
| 1982/83 | «Дукла» (Їглава)      | «Вітковіце» (Острава) | «Тесла» (Пардубиці)   |
| 1983/84 | «Дукла» (Їглава)      | ХЗ (Літвінов)         | «Тесла» (Пардубиці)   |
| 1984/85 | «Дукла» (Їглава)      | ВСЖ (Кошице)          | ТЕ (Готвальдов)       |
| 1985/86 | ВСЖ (Кошице)          | «Дукла» (Їглава)      | «Тесла» (Пардубиці)   |
| 1986/87 | «Тесла» (Пардубиці)   | «Дукла» (Їглава)      | «Спарта» (Прага)      |
| 1987/88 | ВСЖ (Кошице)          | «Спарта» (Прага)      | «Дукла» (Їглава)      |
| 1988/89 | «Тесла» (Пардубиці)   | «Дукла» (Тренчин)     | ВСЖ (Кошице)          |
| 1989/90 | «Спарта» (Прага)      | «Дукла» (Тренчин)     | ХЗ (Літвінов)         |
| 1990/91 | «Дукла» (Їглава)      | ХЗ (Літвінов)         | «Дукла» (Тренчин)     |
| 1991/92 | «Дукла» (Тренчин)     | «Шкода» (Пльзень)     | ХЗ (Літвінов)         |
| 1992/93 | «Спарта» (Прага)      | «Вітковіце» (Острава) | «Дукла» (Тренчин)     |

## Досягнення клубів
| Команда               | Кількість титулів | Переможні роки                                                         |
| --------------------- | ----------------- | ---------------------------------------------------------------------- |
| «Дукла» (Їглава)      | 12                | 1967, 1968, 1969, 1970, 1971, 1972, 1974, 1982, 1983, 1984, 1985, 1991 |
| ЗКЛ (Брно)            | 11                | 1955, 1956, 1957, 1958, 1960, 1961, 1962, 1963, 1964, 1965, 1966       |
| ЛТЦ (Прага)           | 6                 | 1937, 1938, 1946, 1947, 1948, 1949                                     |
| СОНП (Кладно)         | 6                 | 1959, 1975, 1976, 1977, 1978, 1980                                     |
| «Спарта» (Прага)      | 4                 | 1953, 1954, 1990, 1993                                                 |
| «Тесла» (Пардубиці)   | 3                 | 1973, 1987, 1989                                                       |
| «Вітковіце» (Острава) | 2                 | 1952, 1981                                                             |
| ВСЖ (Кошице)          | 2                 | 1986, 1988                                                             |
| АТК (Прага)           | 1                 | 1950                                                                   |
| «Чеське Будейовіце»   | 1                 | 1951                                                                   |
| «Слован» (Братислава) | 1                 | 1979                                                                   |
| «Дукла» (Тренчин)     | 1                 | 1993                                                                   |

## Найкращі снайпери чемпіонату
| Сезон   | Хокеїст                        | Голи | Команда                                    |
| ------- | ------------------------------ | ---- | ------------------------------------------ |
| 1936/37 | Йозеф Малачек                  | 16   | ЛТЦ (Прага)                                |
| 1937/38 | Майк Букна                     | 14   | ЛТЦ (Прага)                                |
| 1945/46 | Владімір Кобранов              | 10   | ЧЛТК (Прага)                               |
| 1946/47 | Владімір Забродський           | 17   | ЛТЦ (Прага)                                |
| 1947/48 | Владімір Кобранов              | 20   | ЧЛТК (Прага)                               |
| 1948/49 | Владімір Забродський           | 19   | ЛТЦ (Прага)                                |
| 1949/50 | Августін Бубнік                | 26   | АТК (Прага)                                |
| 1950/51 | Ченек Піча                     | 24   | «Чеське Будейовіце»                        |
| 1951/52 | Олдржих Сеймль Мірослав Клук   | 23   | ВЖКГ (Острава) «Банік» (Хомутов)           |
| 1952/53 | Мірослав Клук                  | 33   | «Банік» (Хомутов)                          |
| 1953/54 | Владімір Забродський           | 30   | «Спартак Соколово»                         |
| 1954/55 | Мірослав Клук                  | 25   | «Банік» (Хомутов)                          |
| 1955/56 | Мірослав Клук                  | 26   | «Банік» (Хомутов)                          |
| 1956/57 | Владімір Забродський           | 33   | «Спартак Соколово»                         |
| 1957/58 | Вацлав Пантучек                | 27   | «Руда Гвезда» (Брно)                       |
| 1958/59 | Владімір Забродський           | 23   | «Спартак Соколово»                         |
| 1959/60 | Ян Старший                     | 28   | «Слован» (Братислава)                      |
| 1960/61 | Вацлав Пантучек Йозеф Голонка  | 35   | «Руда Гвезда» (Брно) «Слован» (Братислава) |
| 1961/62 | Йозеф Віммер                   | 38   | СОНП (Кладно)                              |
| 1962/63 | Ярослав Вольф                  | 28   | СОНП (Кладно)                              |
| 1963/64 | Йозеф Черний                   | 44   | ЗКЛ (Брно)                                 |
| 1964/65 | Зденек Шпачек                  | 33   | «Тесла» (Пардубиці)                        |
| 1965/66 | Ян Клапач                      | 41   | «Дукла» (Їглава)                           |
| 1966/67 | Вацлав Недоманський            | 40   | «Слован» (Братислава)                      |
| 1967/68 | Ян Гавел                       | 38   | «Спарта» (Прага)                           |
| 1968/69 | Ярослав Їржік                  | 36   | ЗКЛ (Брно)                                 |
| 1969/70 | Йозеф Черний                   | 32   | ЗКЛ (Брно)                                 |
| 1970/71 | Ян Гавел                       | 32   | «Спарта» (Прага)                           |
| 1971/72 | Вацлав Недоманський            | 31   | «Слован» (Братислава)                      |
| 1972/73 | Мілан Новий                    | 39   | «Дукла» (Їглава)                           |
| 1973/74 | Вацлав Недоманський            | 46   | «Слован» (Братислава)                      |
| 1974/75 | Мілан Новий                    | 44   | СОНП (Кладно)                              |
| 1975/76 | Мілан Новий                    | 32   | СОНП (Кладно)                              |
| 1976/77 | Мілан Новий                    | 59   | СОНП (Кладно)                              |
| 1977/78 | Ярослав Поузар                 | 42   | «Чеське Будейовіце»                        |
| 1978/79 | Владімір Мартінець             | 42   | «Тесла» (Пардубиці) «Дукла» (Їглава)       |
| 1979/80 | Вінцент Лукач                  | 43   | ВСЖ (Кошице)                               |
| 1980/81 | Їржі Лала                      | 40   | «Дукла» (Їглава)                           |
| 1981/82 | Ігор Ліба                      | 35   | ВСЖ (Кошице)                               |
| 1982/83 | Вінцент Лукач                  | 49   | «Дукла» (Їглава)                           |
| 1983/84 | Владімір Ружичка               | 31   | ХЗ (Літвінов)                              |
| 1984/85 | Владімір Ружичка Олдржих Валек | 38   | ХЗ (Літвінов) «Дукла» (Їглава)             |
| 1985/86 | Владімір Ружичка               | 41   | ХЗ (Літвінов)                              |
| 1986/87 | Ян Яшко                        | 33   | «Слован» (Братислава)                      |
| 1987/88 | Владімір Ружичка               | 38   | «Дукла» (Тренчин)                          |
| 1988/89 | Владімір Ружичка               | 46   | «Дукла» (Тренчин)                          |
| 1989/90 | Роберт Рейхель                 | 49   | ХЗ (Літвінов)                              |
| 1990/91 | Ладіслав Лубіна                | 41   | «Тесла» (Пардубиці)                        |
| 1991/92 | Жигмунд Палффі                 | 41   | «Дукла» (Тренчин)                          |
| 1992/93 | Ян Калоун                      | 44   | ХЗ (Літвінов)                              |